# 渦潮
渦潮（うずしお）とは、渦を巻いて激しく流れる海水のことである。潮流の方向や速さ、潮の干満差が大きい場所で発生しやすい。
海水以外でも、流れの激しい川や、ダムや滝などのすぐ下でも流れる水が渦をまくことがある。

## 有名な渦潮

### サルツトラウメン

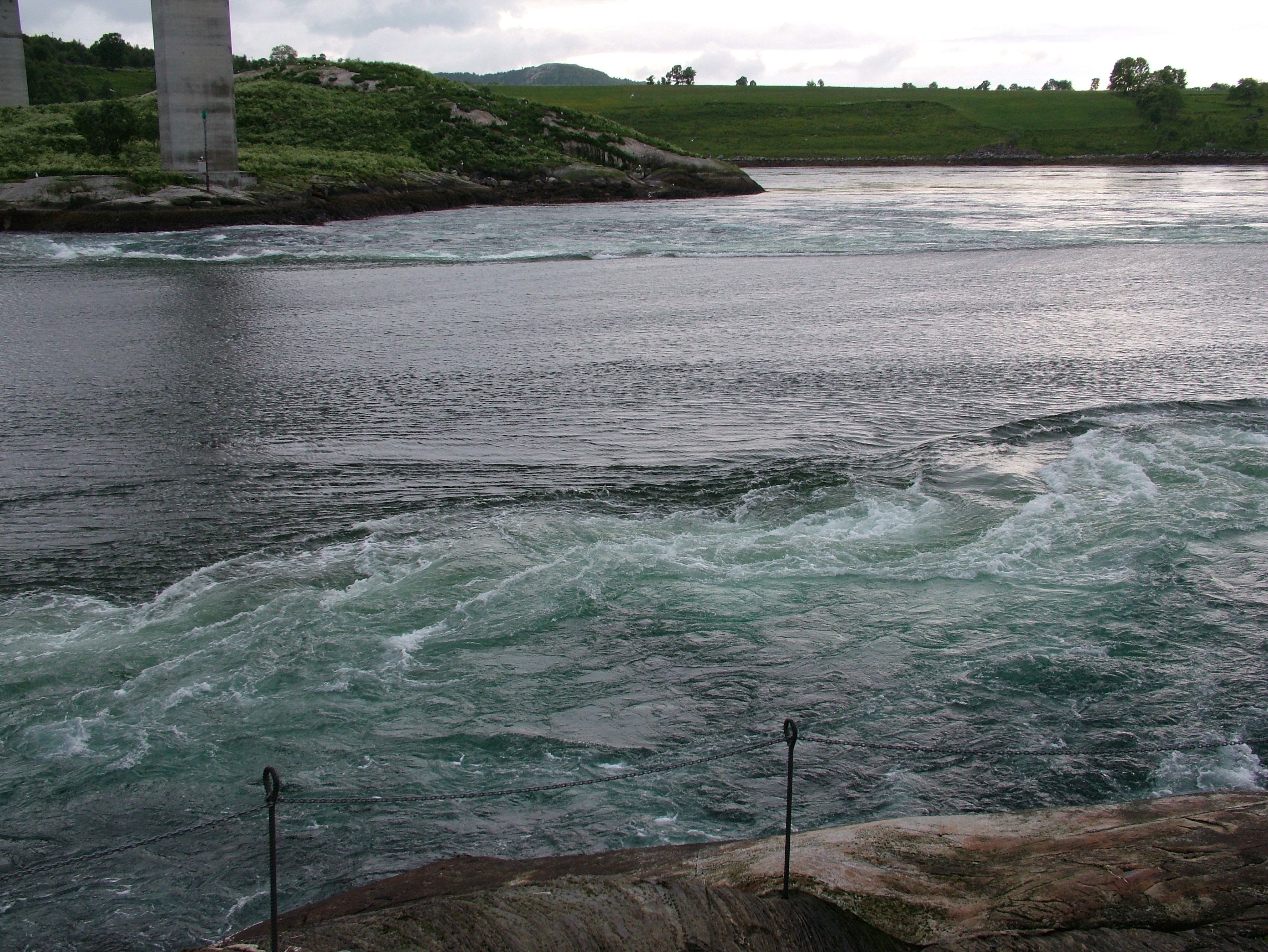
サルツトラウメンの渦潮

サルツトラウメンはノルウェー・ボードーの南東33 kmに位置する海峡である。幅が150 mの海峡にて1日4回渦潮が発生し、10億ガロンの水が海峡に流れる。水はクリーム色になり、満潮時に水流が最も激しくなる。水流の速さは40 km/h (25 mph)になると言われており、この渦潮は世界で最も強い渦潮であると言われている。この海峡での航行は危険であるため、大型船が通行可能な時間は1日のうちごくわずかしかない。この渦潮は、新月や満月の日の間に同じ場所で起こる世界で最も強力な潮流によって引き起こされる。この海峡は、サルト・フィヨルドの外側とその延長であるシエールスター・フィヨルドを接続する長さ3 kmの海峡であり、この2つのフィヨルドの水面差を無くすために渦潮が起こっていると考えられている。

### モスクストラウメン

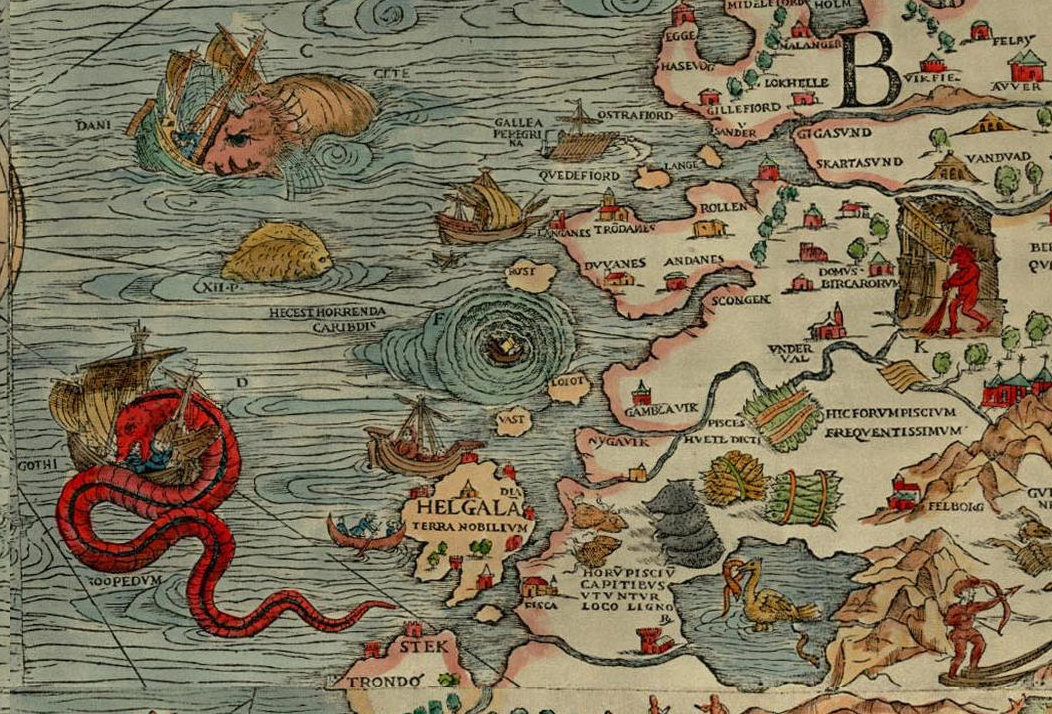
オラウス・マグヌス作の『カルタ・マリナ』に描かれているノルウェー沖の渦潮（メイルストロム）

モスクストラウメンはノルウェー沿岸のロフォーテン諸島沖で発生する渦潮のことである。潮の速さは32 km/h (20 mph)であり、世界で2番目に強い渦潮である。
この渦潮は、モスケネス島とロフォトデン（Lofotodden）間の海峡で合流する海流が合わさることによって形成される。
エドガー・アラン・ポーやジュール・ヴェルヌは自身の作品にて、モスクストラウメンを海底に達する巨大な渦として描いているが、実際の対流の速さは5 m/sから6 m/sであると言われている。ポーは自身の短編小説『メエルシュトレエムに呑まれて』にてこの現象を記しており、英語の「Maelstrom」はこの小説で初めて用いられた。

### コリヴレカン海峡

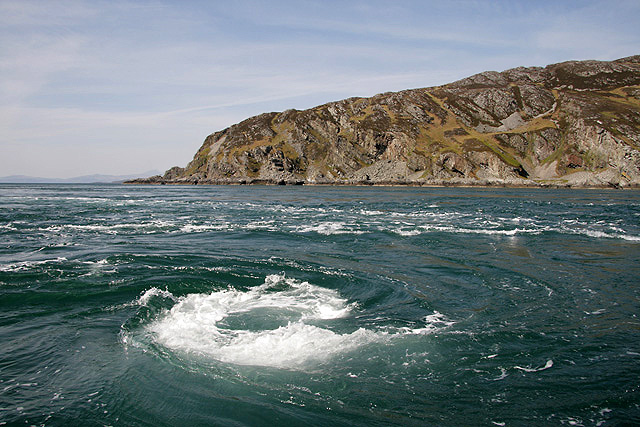
コリヴレカン海峡の渦潮

コリヴレカン海峡はスコットランド・アーガイル・アンド・ビュートのジュラ島とスカバ島の間に位置する海峡である。
この海峡によって9 m (30 ft)以上の高波が起こり、これにより起こる渦潮は世界で3番目に大きい渦潮である。渦潮の音は16 km先まで聞くことが可能である。その危険性から、イギリス海軍は一時期この海峡を「航行不可能」と位置づけていたが、その後「極度に危険」という位置づけに変更された。

### 鳴門の渦潮

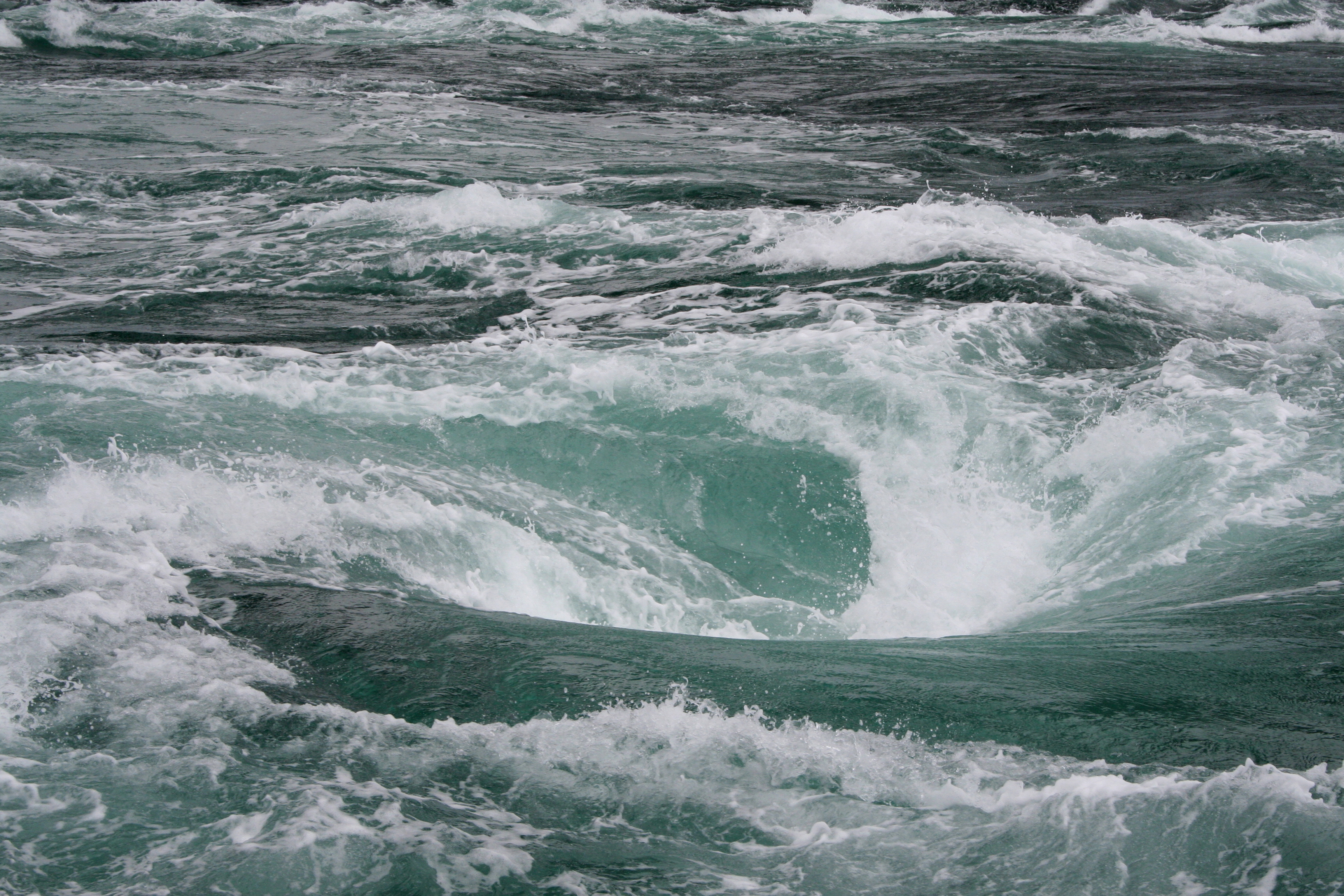
鳴門の渦潮

鳴門の渦潮は、徳島県鳴門市と兵庫県南あわじ市の間に位置する鳴門海峡で発生する渦潮である。この渦潮は春の大潮のときに最大の大きさとなり、直径は20 mにもなる。鳴門海峡の海流の速度は、平常時は13km/hから15km/hであるが、大潮のときは18km/h、風向きによって20 km/hとなる場合もある。

## 文学や大衆文化における渦潮

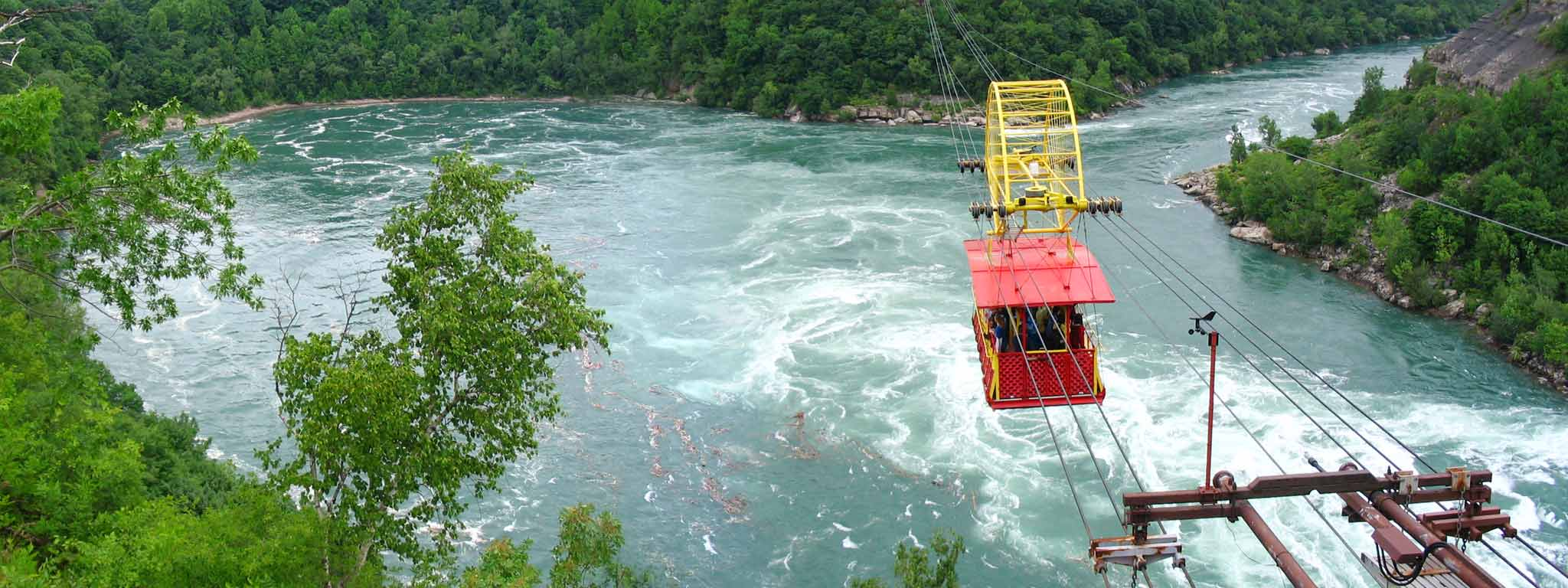
ナイアガラ滝のすぐ下流で発生している渦

オラウス・マグヌスは1539年に『カルタ・マリナ』にてロフォーテン諸島の西に大きな渦として、モスクストラウメンを描いている。
ギリシア神話の怪物・カリュブディスは後にシチリア島の海岸にて船全体を飲み込む渦潮として合理化された。
パウルス・ディアコヌスは8世紀にベルギーに住んでいた頃、激しい高潮に慣れていない地中海の聴衆に向けて海嘯と渦潮についての説明をランゴバルドの歴史に記している。